# San Isidro (El Abra)
San Isidro es un municipio de quinta  categoría perteneciente a  la provincia de El Abra en la Región Administrativa de La Cordillera (RAC) situada al norte de la  República de Filipinas y de la isla de Luzón, en su interior.

## Geografía
Tiene una extensión superficial de 48.07 km² y según el censo del 2007, contaba con una población de 4.647 habitantes, 4.888 el día primero de mayo de 2010

### Ubicación
| Noroeste:San Quintin            | Norte: Bangued | Noreste: Bucay        |
| Oeste: Nagbukel (Ilocos Sur)    |                | Este: Bucay           |
| Suroeste: Nagbukel (Ilocos Sur) | Sur: Pilar     | Sureste: Villaviciosa |

### Barangayes
San Isidro se divide administrativamente en 9 barangayes, Ocho de carácter rural y uno urbano, San Isidro (Población).
| Barangay               | Población (2007) | Población (2010) | Código (2012) |
| ---------------------- | ---------------- | ---------------- | ------------- |
| Cabayogan              | 298              | 301              | 140121001     |
| Dalimag                | 638              | 767              | 140121002     |
| Langbahan              | 333              | 342              | 140121003     |
| Manayday               | 581              | 601              | 140121004     |
| Pantoc                 | 404              | 422              | 140121007     |
| San Isidro (Población) | 643              | 645              | 140121008     |
| Sabtan·olo             | 338              | 330              | 140121010     |
| San Marcial            | 725              | 769              | 140121012     |
| Tangbao                | 687              | 711              | 140121013     |